# Glee: The Music, The Rocky Horror Glee Show
Glee: The Music, The Rocky Horror Glee Show — третий мини-альбом саундтреков к американскому музыкальному телесериалу «Хор», который транслируется телеканалом Fox в США и Канаде. Релиз альбома состоялся 19 октября 2010 года; в него вошли семь песен, исполненных в эпизоде «The Rocky Horror Glee Show» от 26 октября 2010 года. Эпизод, посвящённых Дню Всех Святых, стал трибьютом мюзикла 1973 года ''The Rocky Horror Show'' авторства Ричарда О’Брайена. Исполнительными продюсерами сериала стали Данте Ди Лорето и Брэд Фэлчак.

## Об альбоме
В эпизоде «The Rocky Horror Glee Show», вышедшего в эфир 26 октября 2010 года в рамках недели телеканала Fox, посвящённой Хэллоуину, хор школы МакКинли был задействован в постановке мюзикла ''The Rocky Horror Show'', которая по сюжету так и не состоялась, но несколько песен были исполнены в процессе репетиций и в итоге вошли а альбом. На San Diego Comic-Con International летом 2010 года Райан Мёрфи выразил желание, чтобы актёр Крис Колфер исполнил в сериале кавер-версию песни «Time Warp»; Джейма Мейс, которая играет в сериале роль методиста Эммы Пилсберри, спела в серии «Touch a Touch a Touch a Touch Me», которую она исполняла во время прослушивания на роль в сериале. В песне была незначительно изменена лирика из-за требуемой цензуры. В записи также принял участие актёр Джон Стэймос, который в эпизоде спел слегка изменённую кавер-версию «Whatever Happened to Saturday Night».
Трек-лист мини-альбома был официально анонсирован в пресс-релизе 28 сентября 2010 года, а официальный выход в Северной Америке состоялся 19 октября посредством цифровой дистрибуции и в CD-формате.

## Реакция
Обозреватель сайта Allmusic Эндрю Лихи дал альбому 3,5 звезды из пяти, назвав его «одной из лучших записей в каталоге „Хора“», «аккуратно выстроенным, хорошо спетым трибьют-альбомом». Он отдельно оценил музыкальные номера Наи Риверы, Джеймы Мейс и Джона Стэймоса, и добавил, что выбор Эмбер Райли на роль трансвестита доктора Фрэнка Фуртера был неуместен.
Glee: The Music, The Rocky Horror Glee Show добрался до 6 строчки в Billboard 200 с 27 октября 2010 года с 48 тыс. проданных копий в первую неделю, что стало сравнительно низким показателем для релизов сериала. Альбом сделал «Хор» первым сериалом, выпустившим шесть и более альбомов саундтреков, попадавших в лидирующую десятку страны, а также показал наивысший результат из когда-либо достигнутых мюзиклом о Рокки Хорроре и связанных с ним релизами. К апрелю 2010 года в США было продано 160 тыс. копий альбома.

## Список композиций
Слова и музыка всех песен — Ричард О'Брайен.
| №  | Название                                           | Длительность |
| -- | -------------------------------------------------- | ------------ |
| 1. | «Science Fiction Double Feature»                   | 4:28         |
| 2. | «Damn It, Janet»                                   | 2:41         |
| 3. | «Whatever Happened to Saturday Night?»             | 3:04         |
| 4. | «Sweet Transvestite»                               | 2:59         |
| 5. | «Touch a Touch a Touch a Touch Me»                 | 2:29         |
| 6. | «There's a Light (Over at the Frankenstein Place)» | 2:33         |
| 7. | «Time Warp»                                        | 3:13         |

## История выхода
| Страна    | Дата выхода     | Формат (CD, DD) | Прим.         |
| --------- | --------------- | --------------- | ------------- |
| Канада    | 19 октября 2010 | CD, DD          | [ 13 ] [ 14 ] |
| Германия  | 19 октября 2010 | CD              | [ 15 ]        |
| Ирландия  | 19 октября 2010 | DD              | [ 16 ]        |
| США       | 19 октября 2010 | CD, DD          | [ 8 ] [ 17 ]  |
| Япония    | 26 октября 2010 | CD              | [ 18 ]        |
| Австралия | 29 октября 2010 | CD, DD          | [ 19 ] [ 20 ] |
| Тайвань   | 15 марта 2011   | CD              | [ 21 ]        |